# Jannapura, Alur
Jannapura là một làng thuộc tehsil Alur, huyện Hassan, bang Karnataka, Ấn Độ.